# Spike (missile)
Con Spike si identifica una famiglia di missili anticarro leggeri di origine Israeliana prodotti dalla ditta Rafael. La famiglia è composta da cinque varianti (Spike-SR, Spike-MR, Spike-LR, Spike-ER e Spike NLOS) che differiscono per la gittata che varia da 800 a 8000 m e in parte anche per il sistema di guida e la dimensione della testata. I missili possono essere impiegati a seconda della versione tramite lanciatori portatili per squadre anticarro appiedate, su mezzi blindati o cingolati, su elicotteri e UAV. Il sistema di guida è di tipo CCD/IIR e può essere integrato da un collegamento in fibra ottica che consente di colpire un bersaglio anche senza prima vederlo perché eventualmente coperto da un ostacolo naturale.

## Storia
Nel 1970 Rafael propose all'IDF un missile anticarro filoguidato ma il contratto fu vinto dalla ditta concorrente IAI e dal suo missile Mapats dotato di guida laser. Rafael continuò ugualmente lo sviluppo del progetto e nel 1987 il Generale Uri Saguy (comandante dell'esercito Israeliano) diede il suo benestare al progetto che venne chiamato Gil.
Da allora il programma visse fasi alterne, il primo test avvenne nel 1992 ma nello stesso anno il Generale Emmanuel Sakal cancellò il progetto che venne però ripreso nel 1994 ad opera del suo successore Generale Zeev Livneh. Rafael mostrò per la prima volta in pubblico il missile nel 1997 al Salone internazionale dell'aeronautica e dello spazio di Parigi-Le Bourget per poi entrare in servizio presso l'IDF nel 1998. Nel 2002 i missili ricevettero la loro denominazione definitiva Spike.
Nel giugno 2009 la Bundeswehr ordina 311 lanciatori tipo MELLS (Mehrrollenfähiges Leichtes Lenkflugkörper-System) per razzi tipo Spike-LR per 35 milioni di Euro. I lanciatori sono impiegati sui Puma (combattimento fanteria). La costruzione in Germania è affidata dal 1997 alla Eurospike GmbH, joint-venture tra Diehl BGT Defence (40%), Rheinmetall (40%) e Rafael Advanced Defense Systems Ltd. (20%). La società ha opzioni per 1160 missili per 68 milioni di Euro.

## Funzionamento
Dal punto di vista meccanico il missile è molto simile a tutti gli ATGM di ultima generazione: di forma cilindrica, ha nella parte anteriore una finestrella trasparente per i sensori di tipo ottico, nella parte centrale gli ugelli di scarico del motore principale e nella parte posteriore il booster che gli consente di uscire dal tubo lanciatore. È inoltre dotato di due coppie di quattro alette retrattili di cui quelle poste nella parte centrale fisse mentre quelle posteriori mobili per consentire al missile variazioni di traiettoria.
Come detto nella parte anteriore del missile sono posti i sensori di tipo ottico, una camera CCD e un sensore di tipo IIR, sensore che consente al missile un alto livello di immunità alle contromisure, eventualmente a seconda delle versioni è anche presente una fibra ottica che consente al missile uno scambio di dati bidirezionale con il lanciatore. Tale sistema di guida consente al sistema tre modalità di funzionamento:
Fire and Forget, lancia e dimentica
È la modalità di funzionamento base della famiglia. Dopo aver'agganciato il bersaglio e lanciato il missile, questo è totalmente autonomo consentendo all'operatore di ricaricare e/o cambiare posizione. Questa modalità di funzionamento è disponibile sulle versioni MR, LR ed ER.
Fire, Observe and Update, lancia, osserva e aggiorna
Questa è la seconda modalità di funzionamento che tramite fibra ottica, consente alla versione LR di ingaggiare bersagli fino a 4000m, permettendo anche all'operatore di scegliere il punto di impatto guidando direttamente il missile tramite un joystick, oppure di cambiare bersaglio. Questa modalità di funzionamento è disponibile sulle versioni LR ed ER.
Fire and Steer, lancia e manovra
L'ultima modalità di funzionamento utilizza sempre i vantaggi dati dalla fibra ottica consentendo di lanciare il missile senza aver agganciato il bersaglio, farlo durante il volo proseguire nella guida manuale e/o passare alla modalità Fire and Forget. Questa modalità di funzionamento è disponibile sulla versione ER.
Per tutta la famiglia sono disponibili due tipi di traiettoria, la prima adatta all'utilizzo contro blindati e corazzati colpirà il bersaglio dall'alto, colpendo per esempio il cielo della torretta di un carro armato zona notoriamente meno protetta. Il secondo tipo di traiettoria prevede che il missile voli a bassa quota ed è ottimizzata contro bunker o in genere obiettivi fortificati. Tutti i missili funzionano di giorno di notte e in condizioni meteorologiche avverse e posseggono due cariche cave in tandem.

## Versioni
Come già detto lo Spike è disponibile in cinque versioni:
- Spike-SR, Short Range
- Spike-MR, Medium Range
- Spike-LR, Long Range
- Spike-ER, Extended Range
- Spike-NLOS, Non Line Of Sight

Spike-SR
È la versione a corto raggio del missile, si tratta di un'arma a colpo singolo, lancia e dimentica, con lanciatore a perdere. Ha un peso di 9 kg ed il raggio di azione minimo è di 50 m, mentre la portata massima è di 800/1000 m. È equipaggiato di un dispositivo di guida con camera termica, del tipo non raffreddato. Un display a basso costo è connesso al lanciatore, questo permette di usare la camera termica del missile come dispositivo di puntamento che consente all'utilizzatore di non dover impiegare la più pesante ma anche più performante Unità di Comando e Lancio (Command & Launch Unit (CLU)). Il missile è in grado di essere lanciato direttamente dal suo contenitore (combustione del propellente entro il tubo di lancio), questo fa sì che sia utilizzabile anche da ambienti chiusi, tipici dei terreni urbanizzati. La testata è dotata di due cariche cave in tandem che consente al missile di ingaggiare con efficacia sia le corazze reattive (explosive reactive armour (ERA)) che i sistemi di protezione attiva (active protection system (APS)).
Spike-MR e Spike-LR
Sono le versioni intermedie con gittata massima rispettivamente di 2500 e 4000 metri, si tratta sostanzialmente dello stesso missile, uno Spike-MR può essere convertito nella versione LR aggiungendo la fibra ottica e altre modifiche minori, grazie appunto alla fibra ottica la versione LR dispone della modalità di tiro Fire, Observe and Update come spiegato precedentemente.
I missili condividono la stessa postazione di tiro formata da una camera termica, un'unità di puntamento e un treppiede. Il sistema è di facile utilizzo grazie a soli tre pulsanti: con il primo l'operatore arma il missile, con il secondo aggancia il bersaglio dopo averlo inquadrato con il dispositivo di puntamento e con il pulsante di fuoco lancia il missile. Queste versioni sono adatte a squadre anticarro appiedate o per essere installate a bordo di veicoli. I lanciatori possono anche essere interfacciati con un sistema di controllo del tiro più complesso, compreso il sistema di puntamento, questo è il caso in cui si volessero installare uno o più lanciatori Spike sulla torretta di un mezzo blindato o corazzato (come il Dardo o il VBM Freccia).
Spike-ER
Con una gittata di 8000 m la versione ER è specifica per essere utilizzata da elicotteri e UAV anche se non è precluso il normale utilizzo da parte di squadre di terra o di mezzi di vario tipo. Il missile è più grande: più lungo, ha una diametro e un peso maggiori e anche il peso della testata risulta essere incrementato e opzionalmente alle due cariche cave in tandem è possibile aggiungere una carica a frammentazione che esplode solo dopo essere penetrata in un mezzo o in un edificio/bunker, questa testata e chiamata PBF (Penetration, Blast and Fragmentation), come già spiegato la versione ER è l'unica a possedere la modalità di tiro Fire and Steer che consente di lanciare un missile senza avere precedentemente agganciato un bersaglio.

## Utilizzatori
- Cile
- Finlandia
- Germania
- Israele
- Italia
- Paesi Bassi
- Polonia
- Rep. Ceca
- Romania
- Singapore
- Slovenia
- Spagna

### Lo Spike per l'Italia
Le Forze Armate Italiane hanno selezionato lo Spike come sistema anticarro di nuova generazione per sostituire i sistemi Milan e TOW, utilizzandolo da parte delle squadre anticarro appiedate, installato sui mezzi Dardo, VBM Freccia e Lince, nonché a bordo degli elicotteri Mangusta. 
Nel 2004 è stato posto il primo ordine, completato nel 2009, per un costo complessivo di 53,6 milioni di Euro:
Esercito Italiano
- 53 sistemi di lancio (di cui 21 veicolari, per installazione su IVECO Lince, e 32 da fanteria)
- 510 missili, di cui 165 Spike MR

Con contratto stipulato nel 2006 tra il Ministero della Difesa e il Ministero dello Sviluppo Economico (MSE), è stato finanziato l'acquisto di 253 veicoli VBM Freccia 8X8, di cui 36 in versione controcarro.
Il contratto prevede la fornitura dei veicoli, compresi i 36 con 2 lanciatori Spike MR/LR, nonché il relativo munizionamento.
Le consegne sono iniziate nel 2009 e si prevede il completamento dell'ordine nel 2017.
Nel 2009 è stato posto un ulteriore ordine, di previsto completamento nel 2014, per un costo complessivo di 121 milioni di Euro:
Esercito Italiano
- 84 sistemi di lancio (di cui 20 lanciatori LR per Dardo)
- 870 missili Spike LR
- 26 sistemi di addestramento indoor
- 37 sistemi di addestramento outdoor

Marina Militare Italiana
- 6 sistemi di lancio per il Reggimento San Marco
- 120 missili Spike LR
- 2 sistemi di addestramento indoor
- 2 sistemi di addestramento outdoor

Nel dicembre del 2010 il Parlamento ha approvato il Programma pluriennale di A/R n. SMD 03/2010, che prevede l'aggiornamento tecnologico degli elicotteri AW-129 Mangusta mediante la fornitura di 32 sistemi di osservazione e acquisizione degli obiettivi OTS (+ 16 opzionali) e dell'acquisizione di 32 sistemi contro-carro di terza generazione (+ 16 opzionali), completi delle relative munizioni Spike ER, verso la spesa complessiva di 200 milioni di Euro. Il programma è previsto venga completato entro il 2014.
Il contratto comprende l'acquisto, tra il 2010 e il 2014, per un controvalore di 63 milioni di Euro, di 800 missili Spike ER (SIPRI 2013).